# Cherau

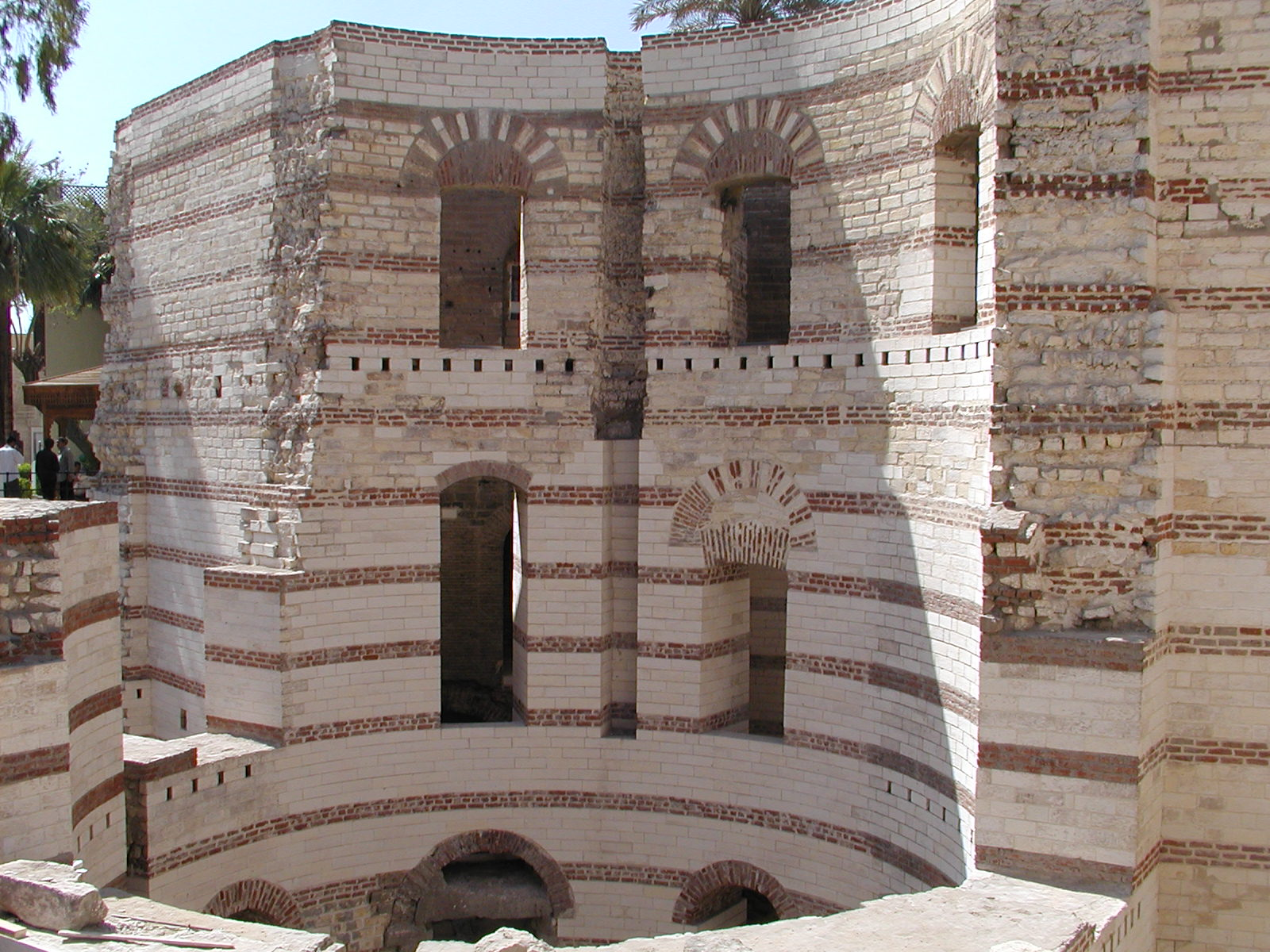

Cherau (Babilon egipski) – miasto położone nad dolnym Nilem, obecnie przedmieście Kairu. W czasach rzymskich stanowiło ważny punkt strategiczny, zachowane zostały ruiny twierdzy.